# William và Mary

Biểu tượng của thời gian đồng trị vì

Cụm từ William và Mary thường được dùng để chỉ thời gian đồng trị vì của William III và Mary II trên Anh, Scotland và Ireland, trong. Thời kỳ trị vì của họ bắt đầu tháng 2 năm 1689, khi họ được Quốc hội đưa lên ngôi, thay thế James II & VII, cha của Mary và nhạc phụ của William, người được "coi là đã bỏ chạy khỏi đất nước" sau Cách mạng Vinh Quang năm 1688. Sau khi Mary qua đời năm 1694, William cai trị một mình cho đến khi qua đời năm 1702. William và Mary không có con và đã được Anne, em gái và cũng là con của James II, nối ngôi.